# Toxomerus paragrammus
Toxomerus paragrammus är en tvåvingeart som först beskrevs av Ignaz Rudolph Schiner 1868.  Toxomerus paragrammus ingår i släktet Toxomerus och familjen blomflugor.
Artens utbredningsområde är Venezuela. Inga underarter finns listade i Catalogue of Life.